# Histoire de la production du nickel
L'histoire des mines de nickel s'est adaptée à la géographie des gisements de ce minerai, qui se divise en deux grandes catégories, parmi lesquelles on retrouvera au fil de l'histoire les grands mouvements d'extraction minière du nickel : les latérites et les minerais sulfurés. Les latérites sont généralement situées dans les régions tropicales. On les exploite notamment en Nouvelle-Calédonie, en Indonésie, aux Philippines et à Cuba. On exploite ce minerai quand sa teneur en nickel dépasse 1,3 %, et la teneur en cobalt 0,1 %.
Contrairement aux latérites, la formation des minerais sulfureux, indépendante du climat, s'est essentiellement produite au Canada et dans le nord de la Sibérie. Ces gisements sont issus d'une poussée de magma au travers de la croute terrestre ou d'une concentration de métaux due à la présence d'eaux géothermales. Aux grandes régions productrices tropicales comme la Nouvelle-Calédonie, l'Indonésie, les Philippines et Cuba s'ajoute donc le Canada et la Sibérie, sur des sites souvent difficiles d'accès, qui seront massivement exploités dès lors que les usages du métal les plus intéressants auront été étudiés par les scientifiques et les industriels. Les réserves de nickel de Cuba figurent parmi les plus importantes au monde. Comme la Nouvelle-Calédonie, la grande île de la Caraïbe possède environ le quart des réserves mondiales (800 millions de tonnes de réserves confirmées et 2 milliards de réserves probables).
Par le tonnage produit, d'environ 1,4 million de tonnes en 2008, le nickel se situe en
queue de peloton des grands métaux usuels (fer, aluminium, cuivre, manganèse, zinc, chrome et
plomb), mais c'est un métal de grande importance économique, car il se révèle de plus en plus indispensable à la production de nombreux aciers inoxydables: environ 65 % du nickel mondial
est utilisé pour cette production, selon l'Institut du nickel.

## Antiquité
L'utilisation du nickel est très ancienne, attestée jusque 3500 av. J.-C. Des bronzes trouvés en Syrie possèdent une teneur en nickel jusqu'à 2 %. D'anciens manuscrits chinois suggèrent que « le cuivre blanc » était utilisé en Chine entre le XVIIIe siècle av. J.-C. et le XVe siècle av. J.-C.
Durant l'Antiquité, en Grèce et en Chine, les artisans fabriquent par des procédés indirects à partir de minerais des pièces de monnaie en alliages. Les chinois ont découvert un alliage de métal blanc ancien appelé « paktong » et composé de nickel, de cuivre et de zinc. Mais le minerai de nickel état souvent confondu avec celui d'argent, sa connaissance et ses usages ne seront cependant développés à grande échelle que bien plus tard.

## XVIIesiècle
Le nickel, sous sa forme brute, aurait été découvert au XVIIe siècle dans les montagnes de Saxe. Les mineurs allemands tentent alors, en vain, de traiter un minerai de couleur rouge, croyant qu'il pouvait contenir du cuivre. Face à leur échec, ils baptisent ce minerai du nom de « kupfernickel », qui signifie « cuivre du diable ».

## XVIIIesiècle
Le chimiste suédois Axel Fredrik Cronstedt, qui a comme maître Georg Brandt, le découvreur du cobalt en 1737, marche dans ses traces. Quatorze ans plus tard, il identifie en 1751 un nouvel élément métallique, tiré d'un minerai très semblable au « kupfernickel » allemand. En souvenir du nom traditionnel, il lui donne le nom de « nickel ».

## XIXesiècle
Le nickelage est mis au point par le chimiste anglais Michael Faraday en 1834. La grande résistance à l'oxydation de la couche nickelée justifie l'emploi de cette technique.

### Années 1860: la découverte de Jules Garnier

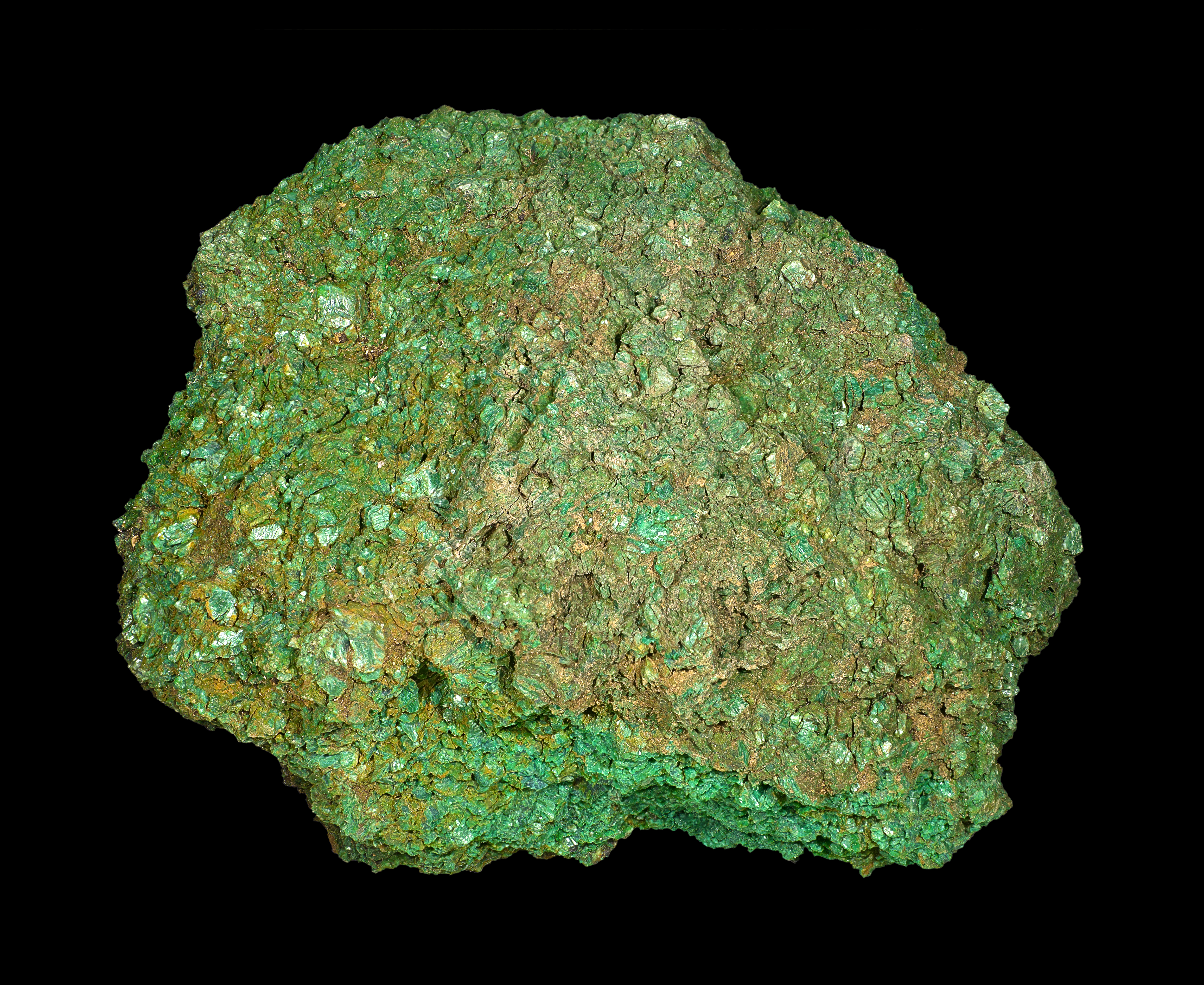
Minerai de népouite, muséum de Toulouse

Jules Garnier, ingénieur des Mines français en mission , parcourt de 1863 à 1866 la Nouvelle-Calédonie et y découvre en 1864 sur les bords de la rivière Dumbéa, une roche énigmatique de couleur verte, qui se révèle être un silicate hydraté de nickel et de magnésium, un minerai contenant, au maximum, 6 à 7 % de nickel, nommé en son honneur la garniérite. Cette forme particulière de saprolite restera à une époque une importante source nickélifère.
De 1853 à 1868, l’administration française doit faire face à près de 25 soulèvements en Nouvelle-Calédonie, qui ont failli mettre fin à la colonisation. Jules Garnier déclare alors en 1862 : « Il est heureux que les indigènes fassent de temps en temps quelques escapades, car leurs terres confisquées viennent aussitôt grossir la richesse publique et servir aux colons. ». En 1868, l’administration coloniale astreint les Mélanésiens à «se regrouper dans des territoires délimités à cet effet, les réserves». La découverte de la garniérite, provoque une « ruée vers le nickel ».[réf. nécessaire]

### Années 1870: le nickel démarre en Nouvelle-Calédonie

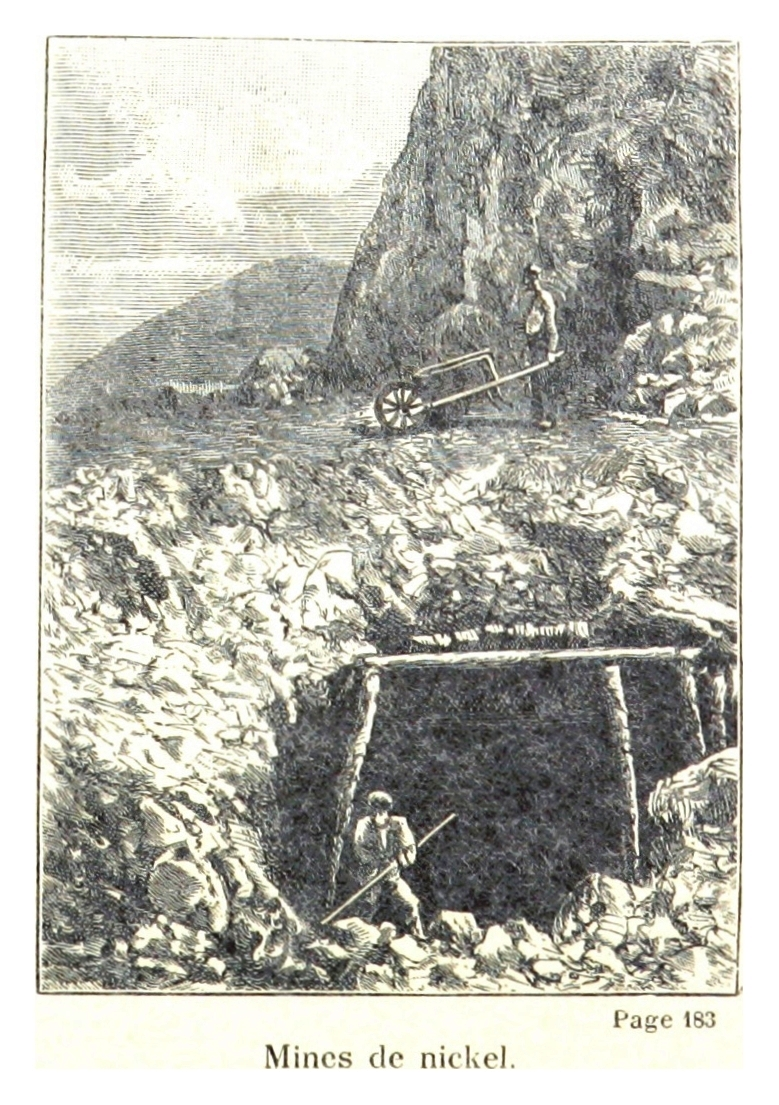
Mines de nickel en Nouvelle-Calédonie, dans Charles Lemire, Voyage à pied en Nouvelle-Calédonie et description des Nouvelles-Hébrides. Ouvrage orné de deux cartes, etc, 1884, British Library HMNTS 10491, p. 166

La production de nickel démarre en 1875 sur les sites découverts par Jules Garnier. Déjà à cette époque, le débat est vif entre ceux qui préconisent un traitement hydrométallurgique et Garnier, qui adopte un procédé pyrométallurgique.
En 1877 : deux sociétés se lancent dans l'exploitation de la "garniérite", désormais appelée "l'or vert". Higginson et Hanckar construisent une usine de traitement du nickel à la Pointe Chaleix, à Nouméa, pendant que Garnier et Marbeau installent une fonderie à Septèmes-les-Vallons, dans les Bouches-du-Rhône. Au même moment, la présence de l'antimoine est signalée pour la première fois, en 1876, dans le Nakéty (en), débouchant sur le creusement des mines d'antimoine de Nakety.
L'État permettra l'essor de cette industrie à partir de 1878, par le biais de l'envoi sur place de condamnés, dans le cadre du contrat de la « balade ». Ces arrivées sont relayées ensuite par la venue d'asiatiques, dès la fin du XIXe siècle, engagés afin de travailler dans les mines, et qui pour la plupart sont demeurés sur le territoire néo-calédonien.
Thio, capitale du nickel à partir de 1875, connaît diverses immigrations : chinoise et indienne (1865, Malbars), pénitentiaire (1872). Peu après, ce sera la grande révolte kanak de 1878.
Le premier recensement officiel donne 42 519 kanak en 1887, 35 000 en 1891, 30 304 en 1897, 27 768 en 1901. Ce qui valide l’estimation de la population autochtone à 50 000–90 000 en 1859, et à 40 000–45 000 en 1877, pour 17 000 colons ou non kanak.

### Années 1880

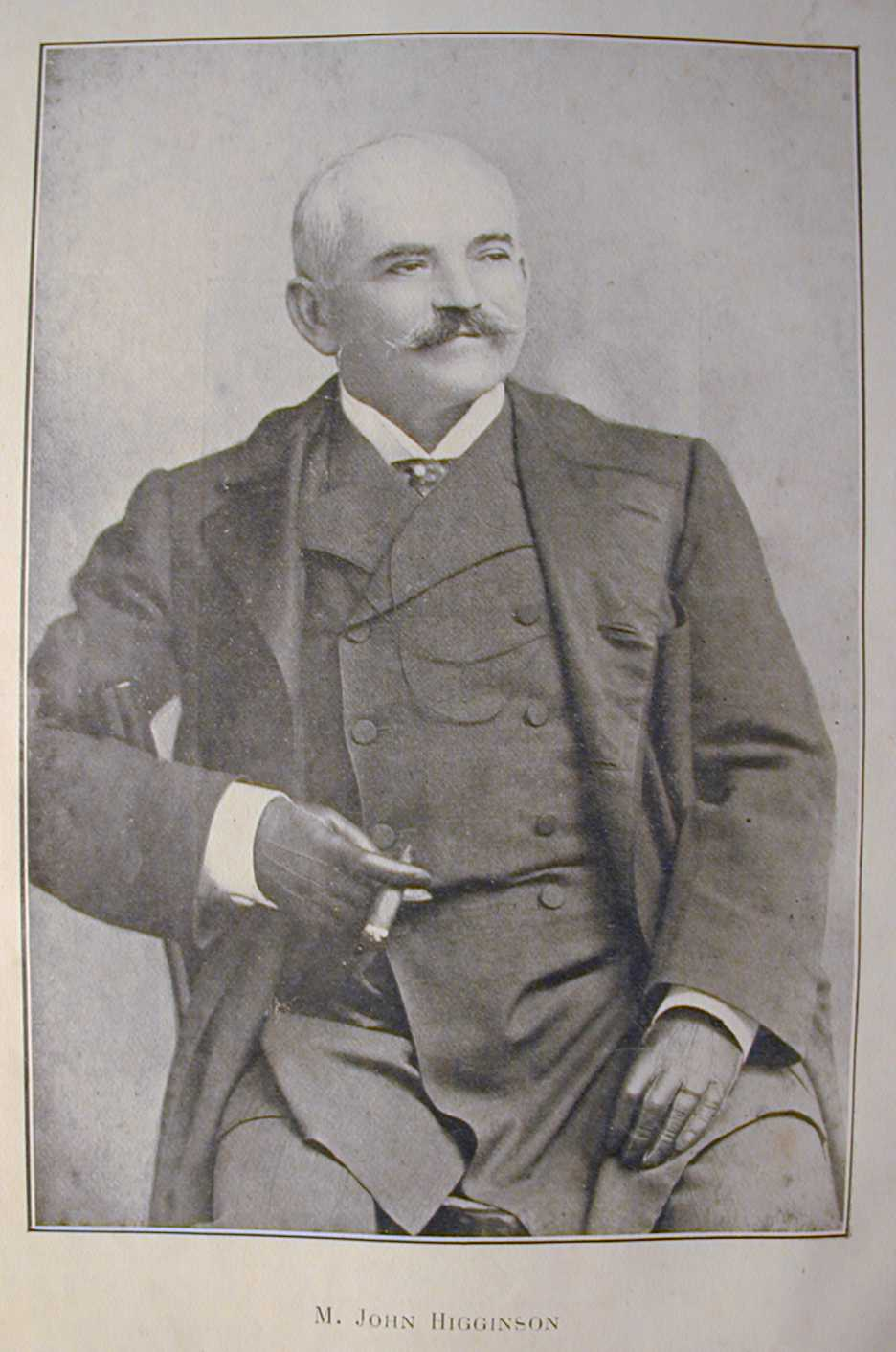
Portrait de John Higginson.

#### Les Rothschild reprennent le nickel calédonien
La Société Le Nickel (SLN) a été créée en 1880 pour l'exploitation de mines de nickel en Nouvelle-Calédonie. Ses promoteurs construisent une usine à  Thio, sur la côte Est de la Grande Terre, village minier qui produit de la matte à 50 % de nickel.
En 1883, la famille Rothschild rachète la Société Le Nickel, dont le cœur des activités restera basé à Thio, jusque dans les années 1930, le développement de la région étant si étroitement lié à la société que le journal La France australe la surnomme « Nickeltown », tandis que le Bulletin de Commerce parle pour sa part de « Thio-lès-Rothschild ». Le siège social sera même implanté à Thio-Village de 1921 à 1923.
Entre-temps, John Higginson, obsédé par la défense de la Nouvelle-Calédonie face aux intérêts anglais environnants, fonde en 1882 la Compagnie calédonienne des Nouvelles-Hébrides, qui achète de manière souvent douteuse au cours de la décennie près de 800 000 hectares dans l'archipel, en partie au capitaine anglais et trafiquant d'armes McLeod (1845-1894). Cette entreprise coloniale fera faillite en 1894.

#### Du nickel découvert dans le bassin du Grand Sudbury, au Canada

Évolution de l'extraction annuelle du nickel, selon les minerais.

Au même moment, pendant la construction du Chemin de fer transcontinental au Canada en 1883, du nickel est découvert dans le bassin du Grand Sudbury en Ontario. Cette découverte a alors provoqué une forte immigration européenne. La mine Big Nickel de Sudbury en Ontario est une mine de roc dur et les premiers gisements avaient été découverts dès 1751. L'abondance de nickel dans la région lui vaut par la suite le surnom de « Capitale du nickel ». En 1886, Samuel Ritchie, un Américain, réussit à acheter sept mines pour 100 000 $ et fonde la compagnie « Canadian Copper », bientôt supplantée par la « Canadien Pacifique ». Cette compagnie découvre que l'acier est plus résistant s'il contient du nickel. Le mélange d'acier et de nickel sert à fabriquer du matériel de guerre en 1914-1918. Peu après, on découvre la façon de séparer le nickel des autres minéraux. En 1891, la mine de Falconbridge ouvre ses portes  à Sudbury. Cette mine est riche en nickel. Une compagnie américaine décide de l'acheter. Falconbridge  grossit rapidement, au point de devenir la deuxième plus mine grande productrice de nickel au monde.
La compagnie Canadien Pacifique invite les jésuites à suivre les ouvriers.Le 29 mars 1883, le père Joseph Specht arrive à Sudbury et célèbre la première messe dans la région. Trois mois plus tard, le père Jean-Baptiste Nolin remplace et fait construire une chapelle en bois, plus vieil édifice local de la paroisse Sainte-Anne, qui vient d'être fondée.

### Années 1890

#### Robert Mond devient le « roi du nickel » de l'Ontario
Ludwig Mond découvre le nickel carbonyle, intermédiaire du procédé de purification du nickel qui porte son nom, mis au point en 1890. L'exploitation du gisement canadien de Sudbury, à base de « pyrrhotines nickélifères », a permis en grande partie l'essor de la Mond Nickel company (en), crée en septembre 1900 et autorisé par la représentation du fils aîné de Ludwig, Robert Mond en Ontario en octobre suivant.
En 1897, Robert Mond prend la direction de l'entreprise familiale au Pays de Galles, qui emploie alors des milliers de personnes, puis, après avoir découvert un nouveau procédé d'électrolyse du chlorure de zinc, il fonde la « Nickel Mond Company » à Sudbury (Ontario) au Canada ; il devient le « roi du nickel ». Il invente aussi une méthode de production de soude, puis le nickel carbonyle.

#### Les fortes teneurs en Nouvelle-Calédonie
En Nouvelle-Calédonie, à l'aube du XXe siècle, les teneurs d'exploitation dans les gisements étaient d'environ 20 % de nickel. Elles seront un siècle plus tard beaucoup plus faible, c'est-à-dire entre 2 et 3 %, avec des teneurs en cobalt négligeables. Pendant très longtemps, la SLN fut le seul mineur métallurgiste Nouvelle-Calédonie, où existaient de nombreux petits opérateurs dans le secteur de l'extraction en période de boom portée par la fermeté des cours. Les mines de nickel de l'île sont des carrières à ciel ouvert ne demandant pas de difficiles travaux souterrains. Mais le contrôle et le suivi des concentrations en nickel sont difficiles. La variabilité des teneurs est souvent importante et les corrélations entre sondages disparaissent au-delà de dix mètres de distance, ce qui prive les mineurs de visibilité à long terme. La balance commerciale, fortement tributaire des cours du nickel, passe dans le rouge.

## XXesiècle

Évolution de la richesse du minerai de nickel.

Le traitement électrochimique s'est aussi développé à la Belle Époque. Les chimistes ou métallurgistes Becquerel, Roseleur, Adams et Pfannhauser mettent au point un traitement à base de sulfate double de nickel et d'ammonium. Ce sont les premières pièces nickelées, aujourd'hui communes dans les appareils usuels. Le nickelage s'impose comme un procédé de galvanoplastie à la mode.
Les métallurgistes en quête d'amélioration des propriétés mécaniques et physico-chimiques des produits ferreux s'aperçoivent que, outre sa facilité d'alliage avec de nombreux métaux, le nickel confère une grande résistance à l'acier et au fer. Il incorpore le nickel dans leurs productions de plus en plus sophistiquées via divers ferronickels patiemment mis au point. L'acier à 3 % en masse de nickel est très vite utilisé dans les roues de wagons ferroviaires, puisque l'addition minime de nickel fait passer la charge de 125 kg/m2 à 160 kg/m2. Les marines nationales emploient les aciers au nickel pour le blindage des navires. Les aciers faiblement alliés sont facilement durcis, par 2 % de nickel et 1 % de nickel.

### Années 1900
Le traitement électrochimique s'est développé à la Belle Époque. Les chimistes ou métallurgistes Becquerel, Roseleur, Adams et Pfannhauser mettent au point un traitement à base de sulfate double de nickel et d'ammonium, pour les premières pièces nickelées.

#### La gigantesque fusion de sept géants du nickel en 1902, pour créer Inco
En avril 1902, la Canadian Copper Company opérant à Grand Sudbury devient une filiale de l’International Nickel Company. Cette dernière regroupe alors sept grands producteurs de nickel des États-Unis, du Canada, de Grande-Bretagne et de Nouvelle-Calédonie : la Canadian Copper Company, l'Oxford Copper Company, l'Anglo-American Iron Company, la Vermilion Mining Company, l'American Nickel Works, la Nickel Corporation Limited et la Société Minière Calédonienne.
Inco est aussi la plus grande compagnie minière de la région de Sudbury.

#### L'extraction de minerais sulfureux celle de minerais latérites
Mise au point à Grand Sudbury (Canada) en 1905, la production de nickel à partir de minerais sulfureux, par ailleurs riches en cuivre et en cobalt, dépasse rapidement la production à partir de latérites.

#### Les Balland implantent une fonderie à Doniambo
En 1859, Armand-Louis Ballande s'était installé en tant que négociant armateur à Bordeaux après avoir fait carrière au Chili au sein de la maison de commerce Le Quellec. Son fils André Ballande (1857-1936)  acquiert un domaine minier à Kua avant de mettre fin à ses activités minières en 1888 en les cédant pour un million d'euros, puis commence à vendre du nickel à des affineurs allemand et, à partir de 1901-1902, à racheter des mines, avant de fonder en 1909 la société des Hauts Fourneaux qui inaugure, en 1912, une fonderie à Doniambo, en Nouvelle-Calédonie, pour le traitement du nickel.

#### La découverte du gisement de Cuba
Les premières extractions de nickel dans l'île de Cuba remontent à 1900.

### Années 1910

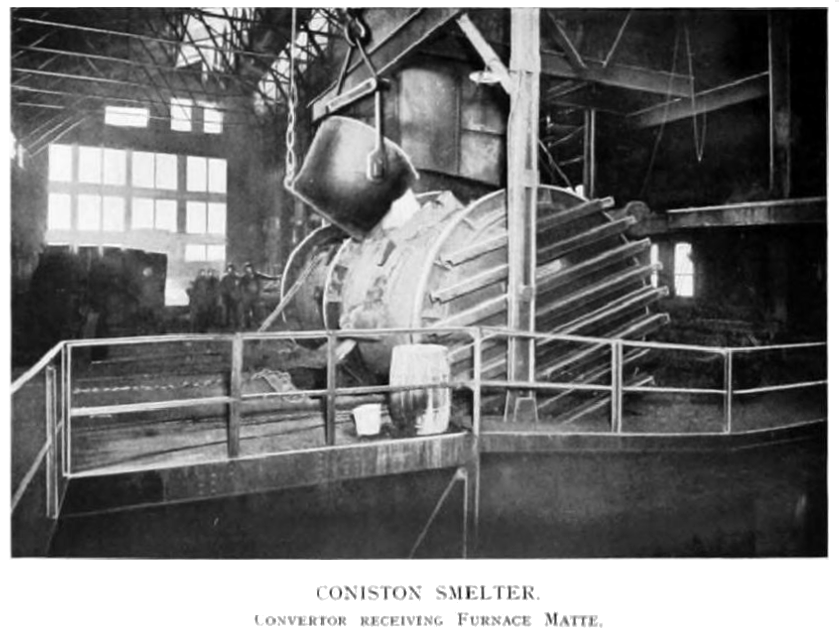
Un des convertisseurs type Pierce-Smith de la fonderie de Coniston, ville aujourd'hui insérée dans le Grand Sudbury.

#### Le géant Inco face aux syndicats et l'État ontarien
À partir de mai 1913, le Pierce-Smith de la fonderie de Coniston, dans le Grand Sudbury produisait une matte à 14 % de cuivre et 41 % de nickel, coulée en lingots et transportée vers l'usine de raffinage de la Mond company (en) en Grande-Bretagne, à Clydach, près de Swansea. Inco ne veut pas de syndicats et dépense des milliers de dollars pour les combattre. En 1913, les travailleurs forment quand même « Mine Mill », premier syndicat à Sudbury à la mine Garson. Les riches gisements de Sudbury appartiennent à des intérêts américains tout en profitant des commandes militaires anglaises puis canadiennes, et le gouvernement de l'Ontario trouve cette situation inacceptable. En 1917, Inco construit finalement une raffinerie à Port Colborne en Ontario, de manière qu'une plus grande part des profits reste au Canada.

#### La montée en puissance des Ballande en Nouvelle-Calédonie
En Nouvelle-Calédonie, le principal centre de transformation est à partir des années 1910 l'usine fondée par Ballande en 1912 à Doniambo, à Nouméa, toujours en activité en 2013,. En 1915, la filiale de Ballande, la société des hauts fourneaux de Nouméa détient 34 % du total des surfaces minières concédées, contre 30 % pour la SLN. Le total de minerai extrait par André Ballande équivaut à 78 % du total fourni par la SLN, les deux sociétés disposant à cette époque d'un poids à peu près équivalent. Les hauts fourneaux de Nouméa avec une capacité de transformation de 10 000 tonnes de minerai en mattes par an, expédiées dans le port d'Anvers en Belgique pour être refondues dans une usine qu'il acquiert. André Ballande fait aussi construire une autre usine d'affinage dans le New Jersey aux États-Unis.

### Années 1920

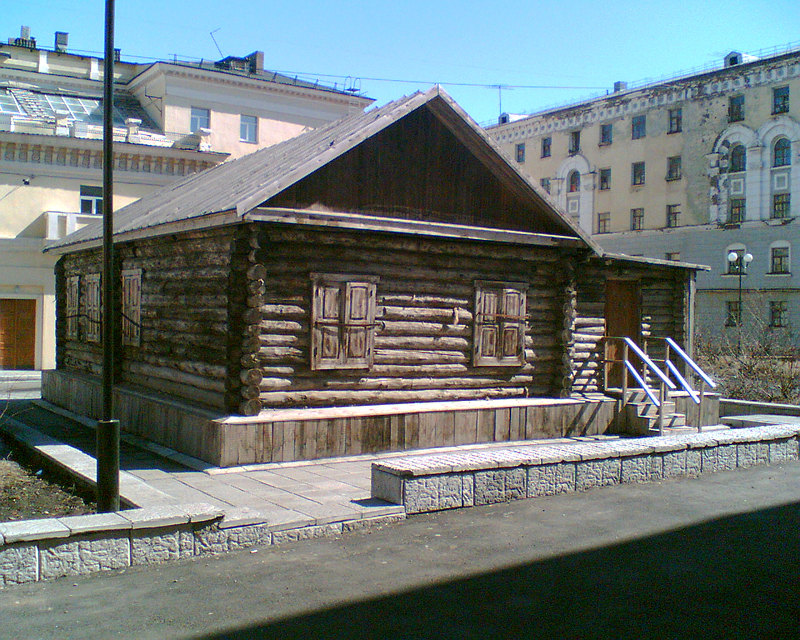
Première maison en rondins de bois construite à Norilsk

#### Début de l'exploitation du gisement de la péninsule de Taïmyr
L'exploitation du nickel a commencé dans la région de Norilsk, dans les années 1920, quand d'importants travaux d'exploration ont révélé toute la richesse du gisement de la péninsule de Taïmyr, située à côté du lac de Taïmyr d'autres lacs de moindres importances.
Une région de toundra, presque inhabitée malgré ses richesses en minerais de cuivre et de nickel, découverts dès le XVIIe siècle, lors de la pénétration russe en Sibérie. En 1919, des géologues entreprennent des travaux d'exploration qui se révéleront fructueux.

#### Le premier barrage de Yaté, en Nouvelle-Calédonie
En Nouvelle-Calédonie, les paysages des montagnes sont marqués par les terrassements successifs, comme celui du barrage de Yaté, construit en 1926 sous forme de remblai. Il est agrandi en 1959 pour obtenir le lac de Yaté artificiel, de 40 km2, qui alimente le barrage nouvelle formule, haut de 45 m et long de 641 m, qui alimente l'usine SLN de Doniambo et fournit 20 % de l'électricité de la Nouvelle-Calédonie.
La Mond Nickel company (en), crée en septembre 1900, est englobée en 1929 dans l'International Nickel Company, créée en 1902. En 1929 aussi, le gouvernement oblige Inco à cesser le rôtissage du minerai en plein air, dans la région de Sudbury. La compagnie bâtit des cheminées. À l'été 1972, elle construira une cheminée de 382,5 mètres de hauteur, appelée «superstack», la plus haute du monde. En 1930, la population de Sudbury dépasse 18 000 habitants, dont 6 650 francophones qui représentent 36 % de sa population totale.

### Années 1930

#### Fusion des deux géants néo-calédoniens
Après une chute mondiale des cours en 1931, les deux groupes métallurgiques de Nouvelle-Calédonie fusionnent. Dès lors, l'usine de Doniambo, en Nouvelle-Calédonie, n'a cessé de se développer.

#### Staline créé un « goulag du nickel », tout au nord de la Sibérie
Également en 1935, Staline décide de créer la ville de Norilsk en Sibérie pour l'exploitation d'un gisement de nickel par l'entreprise Norilsk Nickel et un camp de travaux forcés - ou goulag - dénommé Norillag. La même année, l'entreprise passe directement sous le contrôle du NKVD, commissariat stalinien « chargé de combattre le crime et de maintenir l'ordre public ».
Les prisonniers sont employés dans l'exploitation minière et les usines métallurgiques ainsi que sur les grands chantiers de la ville et du port de Doudinka, situé à 89 kilomètres, et sur la ligne ferroviaire les reliant. L'association Mémorial estime que 400 000 personnes (dont 300 000 prisonniers politiques) y sont passées et que 100 000 d'entre elles y auraient trouvé la mort, au total, en vingt ans. Sur la péninsule, la température est négative dix mois de l'année, la neige présente durant neuf mois et la vitesse du vent, lors des tempêtes, atteint fréquemment 150 km/h. Les premières tonnes de nickel ont été extraites à Norilsk en 1939.

### Années 1940
L'incorporation du nickel dans les aciers des blindages lors de la Seconde Guerre mondiale, a entraîné chez les belligérants la restriction de son usage dans les pièces de monnaie, mais stimulé les cours mondiaux et la demande pour les mines de nickel.

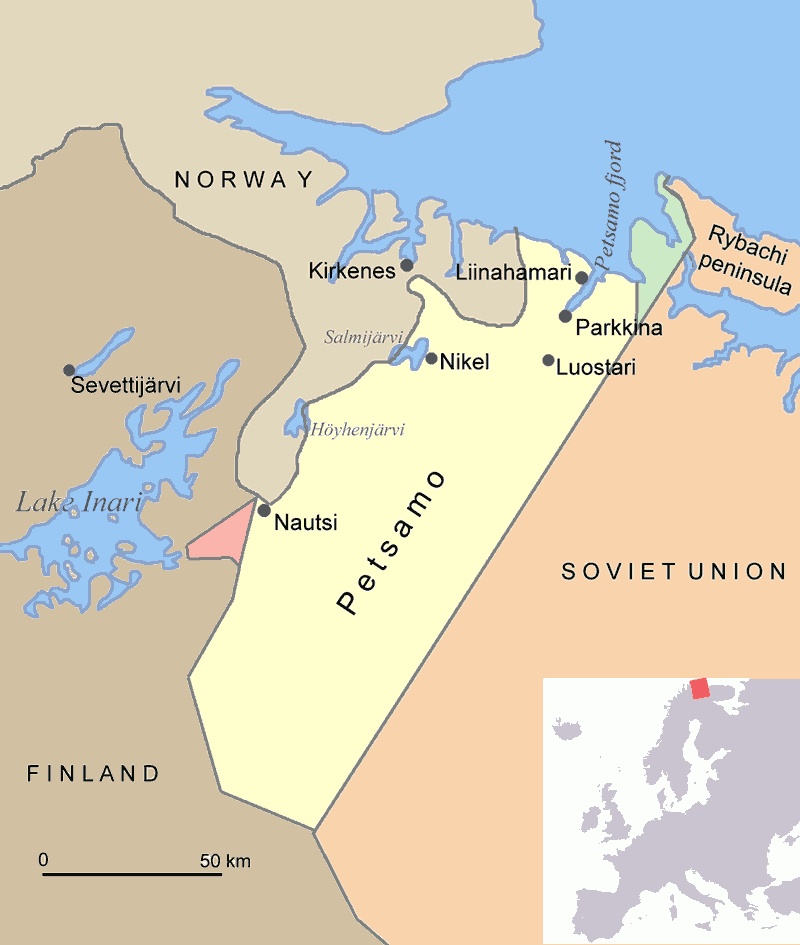
La région de Petsamo est bordée par la mer de Barents entre la Russie à l'est, la Norvège à l'ouest et la Finlande au sud. La zone verte est la partie finlandaise de la péninsule de Rybatchi cédée à l'Union soviétique après la guerre d'Hiver.

#### Le partage des gisements finlandais
En 1934, on estime que les gisements de la région de Petsamo contiennent plus de cinq millions de tonnes de nickel. Les opérations d'extraction par des entreprises françaises et canadiennes, parmi lesquelles Inco, démarrent en 1935. Après la guerre d'Hiver russo-finlandaise, en 1940, les entreprises membres d'un consortium germano-soviétique, comprenant entre autres IG Farben et Krupp, se partagent l'exploitation du nickel dans la région de Petsamo. Après la Seconde Guerre mondiale, l'industrie du nickel russe est développée par l'entreprise soviétique Norilsk Nickel.

#### La première usine à Cuba
La première usine de transformation du nickel à Cuba fut construite en 1945, par les Américains associés au Canadien Inco. L'hydrométallurgie des latérites nickélifères deviendra une technique très utilisée à Cuba sur les grands sites industriels comme Moa Bay et Nicaro, notamment dans la fameuse usine Ernesto Che Guevara, qui sera ensuite exploitée en coentreprise avec Sherritt International.

### Années 1950
Les années 1950 voient émerger deux grands producteurs mondiaux, sur fond de forte croissance de la demande mondiale: la Russie, qui professionnalise l'extraction du nickel dans le Nord de la Sibérie, et Cuba, qui s'attelle à valoriser ses réserves importantes.

#### Changement radicaux sur le site de Norilsk en Sibérie

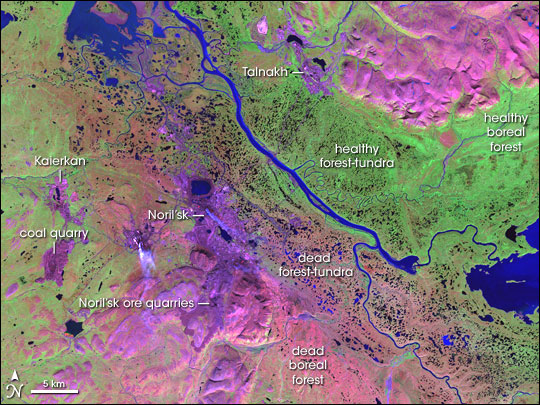
Vue du gisement

Après la fermeture du Goulag en 1953, beaucoup de travailleurs envoyé à Norilsk Nickel, dans le nord de la Sibérie, sont des volontaires attirés des avantages sociaux, sur ce qui devient l'un des plus fameux "fronts pionnier" de l'industrie soviétique, sous le régime de Khrouchtchev. Les cent quarante mille employés reçoivent des salaires trois à quatre fois plus élevés que dans le reste de la Russie pour tenir compte des conditions de vie très pénibles du grand nord Arctique. Le salarié de Norilsk a droit à des voyages payés vers sa région d'origine, à un logement sur le « continent » après quinze ou vingt ans d'« exil » dans cette péninsule du Grand Nord, à une retraite élevée, et à un réseau de magasins correctement approvisionnés.
Au Canada, les mineurs tentent d'obtenir eux aussi une part des bénéfices générés par la forte demande mondiale de Nickel, qui dope la production. À l'automne de 1958, les mineurs d'Inco font une grève de trois mois, à Sudbury, mais n'obtiennent pas ce qu'ils demandent.

#### La situation du nickel à la veille de la révolution cubaine

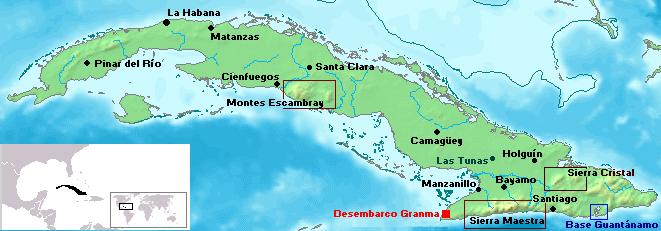
Carte de Cuba

À la fin des années 1950, à la veille de la révolution cubaine, l'île est déjà le troisième producteur du monde occidental, avec 16 500 tonnes, derrière le Canada (178 000 tonnes) et la Nouvelle-Calédonie (23 500 tonnes). L'exploitation y est encore toute récente, opérée une seule société américaine, car les minerais sont des latérites à faible teneur dont le procédé de traitement n'a été mis au point que pendant la Seconde Guerre mondiale. Une partie du minerai est transformée sur place à l'usine de Nicaro, propriété du gouvernement américain, et le reste de la production de minerai exporté aux États-Unis pour être traité près de la Nouvelle-Orléans.
Les États-Unis, qui s'intéressent également aux minerais des Philippines, s'efforcent d'être moins dépendants d'Inco en développant la production cubaine. Afin de la porter à une capacité de 50 000 tonnes en 1959, une seconde usine est achevée dans la baie de Moa. Elle appartient également à une société américaine, qui a une promesse d'achat de 135 000 tonnes de nickel de la part du gouvernement des États-Unis.

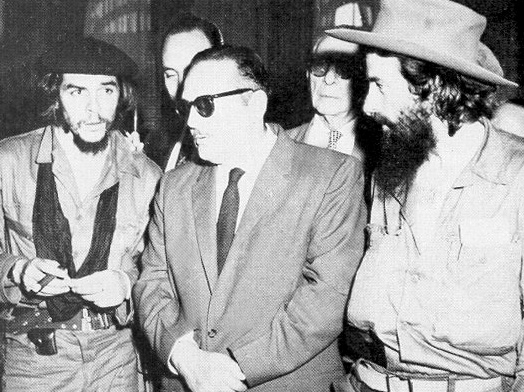
Manuel Urrutia (lunettes noires), premier président cubain après la chute de Battista, avec les dirigeants révolutionnaires Che Guevara (à gauche) et Camilo Cienfuegos (à droite).

### Années 1960

#### Les accords de coopération soviéto-cubains
La coopération soviéto-cubaine dans le domaine du nickel a commencé peu après la révolution cubaine, dans le courant de l'année l961, sous la forme d'un premier accord, signé le ler juin, qui prévoyait le réaménagement et l'extension des usines de nickel et de cobalt de la mine de Moa à Moa Bay.
Parmi les principales visées de cette époque de développement de la coopération soviéto-cubaine, la mise en place d'une capacité à réparer et à moderniser les usines de nickel, ou encore à implanter un deuxième grand complexe minier à Punta Gorda, dans la baie de Moa. Elle vise aussi à moderniser les transports ferroviaires de Cuba. Les accords signés à Moscou fixent à long terme les prix payés par l'URSS pour les deux principaux produits cubains d'exportation, le sucre et le nickel. Ils permettent à Cuba d'écouler son sucre et son nickel à des prix supérieurs aux cours mondiaux et de s'approvisionner en pétrole à des prix inférieurs aux cours mondiaux.
Il faudra cependant attendre 1976, un peu après le premier choc pétrolier, pour la construction de l'usine de nickel de Punta Gorda, qui sera fermée en septembre 1990, sur fond de chute de l'Union soviétique et de flambée des cours du pétrole, dans le sillage de la première guerre du Golfe persique.

#### Le boom calédonien
Ce n'est que dans les années 1960 que la production de nickel se développe fortement aux antipodes de la France, dans ce qui est alors décrit comme le "boom calédonien", entre 1969 et 1972. En peu de temps, l'économie néo-calédonienne est transformée par la croissance des besoins mondiaux pour les alliages performants, alors considérable : en 1970, l'industrie du nickel représente 30 % du produit intérieur brut de la Nouvelle-Calédonie et près de 15 000 métropolitains viennent s'installer sur la Grande-Terre.

### Années 1970

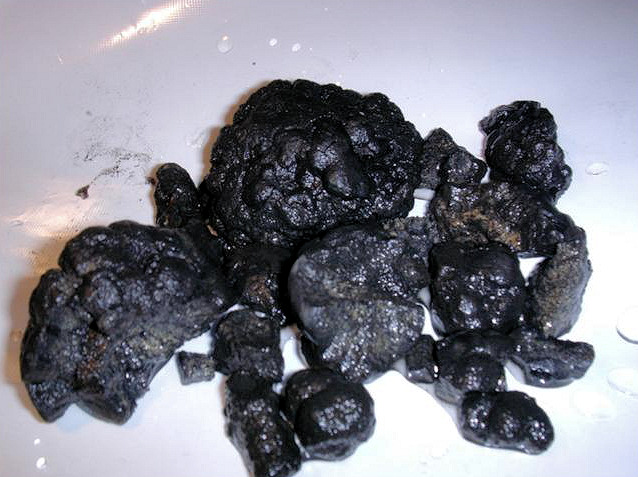
Différents types et fragments de nodules polymétalliques

Les années 1970 sont difficiles pour les grands producteurs, face à la concurrence mondiale qui devient plus forte et plus diverse. Ils tente de s'adapter en modernisant leurs installations ou en se restructurant.

#### Les conséquences de la crise du dollar
Alors que vers la fin des années 1960, la forte croissance de la demande mondiale de nickel fut une période faste pour la Nouvelle-Calédonie, où le principal opérateur, la Société Le Nickel (la « SLN »), emploie un tiers de la population, la situation économique se transforme rapidement à partir de 1972. Suspension unilatérale le 15 août par les États-Unis de la convertibilité en or du dollar, mène, après une période de transition, à l'adoption en février 1973 du système des changes flottants: ce sont les "accords de Washington" du 18 décembre 1971. En quelques mois, la dévaluation du dollar comme la découverte de nouveaux gisements dans le monde provoque une crise sévère et durable. Cette crise jouera un rôle dans les événements politiques dramatiques des années suivantes en Nouvelle-Calédonie, selon un rapport parlementaire. Ce n'est qu'en 1997 que l'extraction du minerai calédonien retrouvera le niveau de 1971, avec 8,2 millions de tonnes de minerai extraites.

#### Les recherches pour de nouvelles technologies
En 1970, la Société Le Nickel s'est associée au CNEXO pour l'exploration des nodules polymétalliques dans le Pacifique Sud. L'activité Nickel est filialisée en 1974, sous le nom de Société Métallurgique Le Nickel-SLN : Elf Aquitaine prend une participation de 50 % dans cette nouvelle société. Toujours en 1974, elle se joint au CEA, aux Chantiers France Dunkerque, pour former l'Association Française d'Étude et de Recherche des NODules océaniques (AFERNOD).

#### Le déclin des mines de Sudbury, face à la concurrence mondiale
À partir de 1970, les canadiens souffrent aussi du fait que la concurrence s'accentue sur le marché mondial du nickel. Des compagnies installent des usines dans les pays pauvres, pour obtenir des coûts de production plus bas. Au Canada, Inco installe des machines, pour résister à cette concurrence mais n'y parvient pas. Au cours des dix années suivantes, un grand nombre des 20 000 mineurs d'Inco sont mis à pied, dont une partie à Sudbury.

### Années 1980

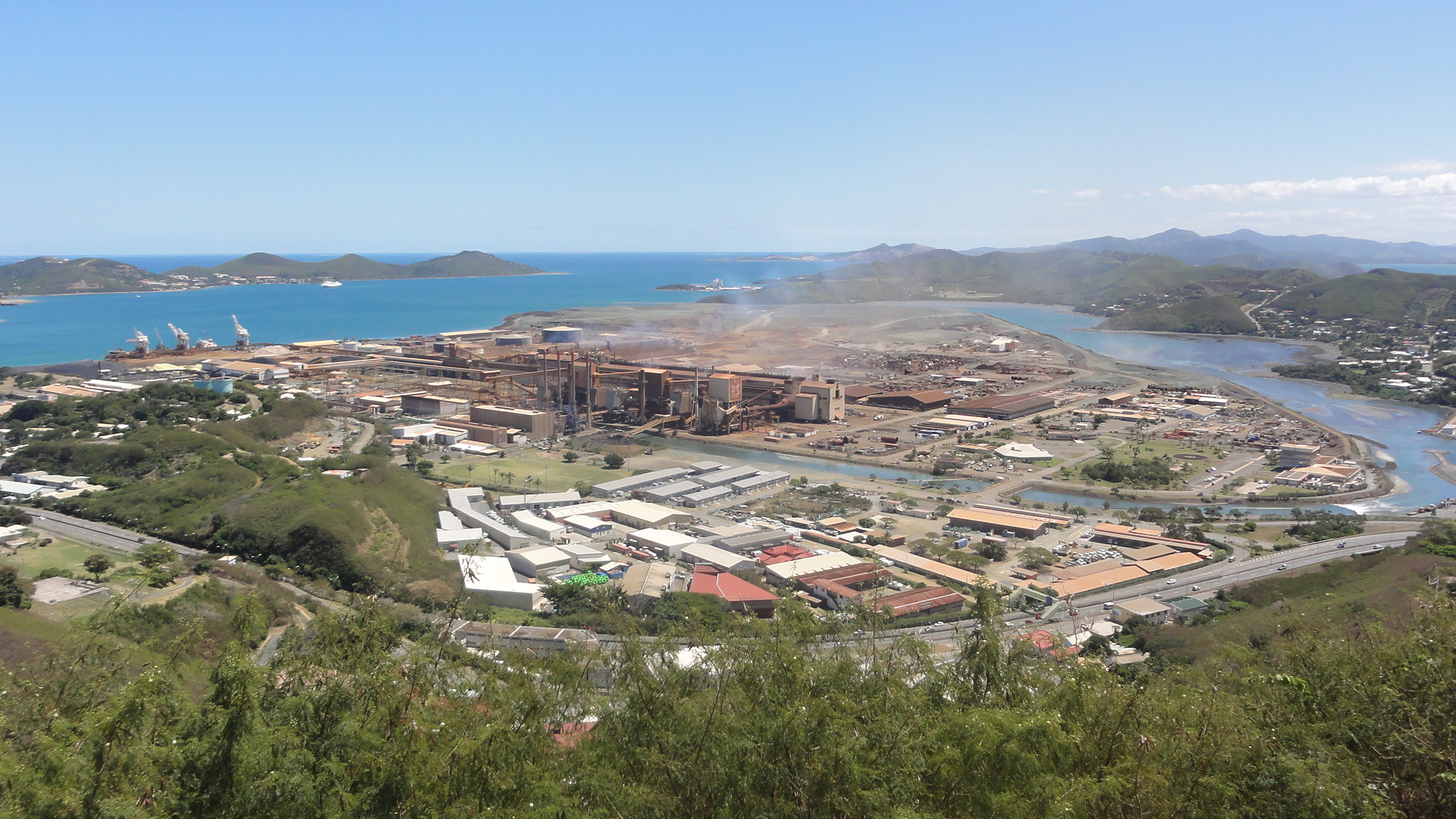
L'usine SLN de Doniambo, dans l'un des quartiers de Nouméa.

#### Les nouvelles mines
Les années 1980 voient la montée en puissance de la mine de Rio Tuba, exploitée par
Nickel Asia Corporation, dans l'ouest de l'archipel des Philippines, qui représente un des plus grands gisements, en termes de réserves, de toutes les Philippines, avec environ 60,2 million de tonnes.
Les opérations d'extractions de la Mine de nickel du Cerro Matoso, en Colombie, ont commencé en 1980 et la production de nickel débuta en 1982. La mine était alors la propriété conjointe du gouvernement colombien, de BHP Billiton et de Hanna Mining. En 1989, BHP Billiton augmente sa part à 53 %, puis à 98,8 % en 1997.

#### EnNouvelle-Calédonie, l'activité perturbée par la conjoncture et la politique
En 1983, dans le cadre d'une restructuration industrielle, actionnariale et financière, Entreprise de recherches et d'activités pétrolières (ERAP), une société publique française, entre à hauteur de 70 % dans le capital de la Société gérant le nickel calédonien. Les participations d'Imétal et d'Elf Aquitaine sont réduites à 15 % chacune.
Alors qu'en Nouvelle-Calédonie, l'activité économique est perturbée par la conjoncture du nickel, puis par les événements politiques de 1985, l'État français joue un rôle
de stabilisateur économique. Les soutiens financiers de la métropole (principalement aux
salaires publics) augmentent sensiblement : ils passent de 9 % du PIB de la Nouvelle-Calédonie en 1970 à 36 % en 1986. La balance commerciale, fortement tributaire des cours du nickel, passe dans le rouge.

#### L'impact de la cotation au London Metal Exchange
Depuis la naissance au début des années 1980 du contrat à terme sur le nickel négocié sur le London Metal Exchange (LME), dont la création est décidée à la fin de 1979, les cours cotés sur ce marché sont considérés comme la référence internationale. Les variations de cours sont d'autant plus larges que l'incertitude persiste sur le niveau de l'offre mondiale, au moment d'une forte période de croissance industrielle mondiale, en 1987-1989, qui voit les cours du nickel tripler en moins de trois ans. Peu avant, en 1987-1988, le gouvernement de la République dominicaine a mis en place une forte taxe à l'exportation sur les alliages de ferronickel qui limite les livraisons au point d'amener Falconbridge à déclarer un cas de force majeure.

### Années 1990

#### La diversification internationale des mines calédoniennes

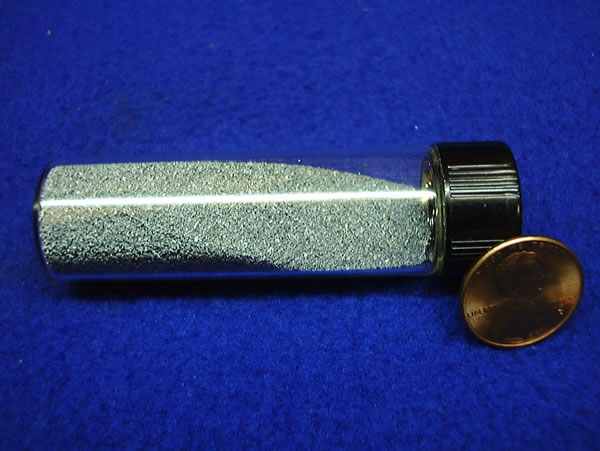
Échantillon de tungstène en poudre.

À partir de 1989, pour prévenir les effets des cycles boursiers, Le Nickel-SLN adopte une stratégie de diversification. Elle achète deux des trois premières sociétés mondiales de l'acier rapide pour devenir leader du secteur. En 1991, un accord de partenariat commercial et financier à long terme est signé avec le sidérurgiste japonais Nisshin Steel (un des principaux producteurs japonais d'aciers inoxydables) qui se traduit par une prise de participation progressive dans le capital de la Société Métallurgique Le Nickel-SLN. La participation de Nisshin Steel a atteint son niveau définitif de 10 % fin octobre 1994. En 1992, la Société Métallurgique Le Nickel-SLN et Eramet-SLN prennent leur dénomination actuelle respective de Société Le Nickel-SLN et Eramet. Des acquisitions sont entreprises, en particulier dans le domaine du tungstène, comme 51 % d'Eurotungstène, producteur de poudres de cobalt et de tungstène. Eramet, de son côté, acquiert, de 1995 à 1997, 61 % du capital de la Comilog, société installée au Gabon, deuxième producteur mondial de minerai de manganèse à haute teneur et l'un des premiers pour le ferromanganèse de la sidérurgie et les produits chimiques à base de manganèse.

#### Les difficultés de Cuba
Toute la région autour de Guantanamo contient d'énormes quantités de nickel. Les centres miniers et métallurgiques de Pinares, de Nicaro et de la mine de Moa à Moa, représentent trois grandes entités industrielles en devenir pour Cuba, où la production de nickel s'est effondrée après le départ des Soviétiques en 1990. Les métallurgistes cubains ont été formés sur place, mais aussi en Russie, chez Norilsk Nickel. La main-d'œuvre cubaine est ainsi jugée très compétente, tout en étant compétitive à l'échelle mondial sur le plan des salaires. La production de Cuba s'est reprise avec l'arrivée du canadien Sherritt International.
Mais une zone grise a persisté autour des exportations cubaines, en raison de l'embargo américain interdisant l'utilisation du métal cubain, qui n'a pris fin qu'en 2014.
Au cinquième rang mondial avec près de 70 000 tonnes de métal produites en 2014, Cuba a des plans d'investissement qui prévoient de porter la production à 120 000 tonnes d'ici 2020, pour ce qui est déjà sa première source de devises.

#### La privatisation de Norilsk Nickel
Consortium d'État depuis novembre 1989, regroupant autour de Norilsk les combinats de Petchenganickel (villes de Zapoliarny et Nickel) et Severonickel (ville de Montchegorsk), situés dans la presqu'île de Kola, à plus de 2 000 kilomètres, Norilsk Nickel est devenu société par actions en juin 1993. Elle a été privatisée l'année suivante et a changé plusieurs fois de mains jusqu'à ce que, en 1997, Vladimir Potanine, ex- premier vice Premier ministre de la fédération de Russie rachète un bloc du capital, suivi peu après par le magnat Mikhail Prokhorov, ex-chef de département à la Banque internationale pour le commerce extérieur du Comecon. Après 1992, il intègre le secteur privé. Il président depuis 1993 du conseil d'administration de la banque privée ONEXIM.
En avril 1998, à la suite d'accords avec le gouvernement français, Falconbridge  est officiellement choisie, plutôt que le groupe français Eramet, pour exploiter le gisement de nickel de Koniambo, situé en Nouvelle-Calédonie, considéré comme l'un des meilleurs au monde.

## XXIesiècle

### Années 2000

#### L'envol des cours sur fond de déficit de production
Le cours du nickel a connu de fortes variations entre 2001 et 2004:il est passé de 6 000 dollars par tonne à 13 700 dollars par tonne, avec des pics à plus de 17 000 dollars, envolée découlant de la situation déficitaire du marché en 2003 (- 40,000 tonnes), liée d'une part à la hausse de la consommation, notamment chinoise, et aux faibles augmentations de production les années précédentes.

#### Poursuite des acquisitions et renforcement des capacités du nickel calédonien

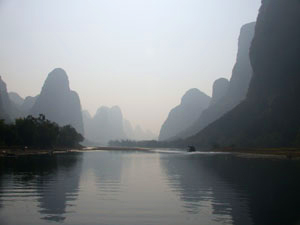
La rivière Li, à Guilin, en Chine, où, en 2002, Eramet a acquis une usine d'alliages de manganèse

Les années 2000 sont aussi marquées par la poursuite des acquisitions pour les industriels du nickel calédonien. En 2000, c'est la société mexicaine Sulfamex, producteur de produits agrochimiques à base de manganèse, et l'inauguration à Moanda (Gabon), d'un complexe industriel d'enrichissement et d'agglomération du manganèse, qui allonge la durée de vie des réserves de la Comilog gabonaise. Le contexte est alors à l'internationalisation, combinée avec les luttes politiques locales, les indépendantistes espérant pouvoir retirer les marrons du feu. La Société minière du Sud-Pacifique (SMSP), détenue par la province Nord et gérée par les indépendantistes, s'est ainsi associée canadien Falconbridge pour exploiter le nickel de Koniambo, projet qui deviendra réellement concret en décembre 2005. Car dès le début des années 2000, les besoins croissants des puissances émergentes comme la Chine et d'autres pays d'Asie font que des groupes étrangers importants s'intéressent au nickel de Nouvelle-Calédonie, troisième producteur mondial derrière le Canada et l'Australie, longtemps exploité uniquement par la Société Le Nickel (SLN), devenue filiale du français Eramet.
En 2001, la SLN lance son programme « 75 000 tonnes », pour augmenter de 25 % la capacité de production du nickel calédonien. Eramet investit parallèlement en France, dans une usine de forgeage matriçage comprenant une presse de 40 000 tonnes, et acquiert, en 2002, l'usine d'alliages de manganèse de Guilin, située en Chine, mais la conjoncture se retourne lors de la crise financière de 2002 et en 2003. Le groupe lance alors un programme de restructurations dans ses branches « Alliages » et « Manganèse », ce qui l'amène à fermer ses usines de Boulogne-sur-Mer et de Shaoxing, en Chine. Il prend le contrôle total du Centre de Recherche de Trappes et d'Eurotungstène et investit en Chine dans une usine de dérivés du manganèse destinés au marché des piles alcalines.
À partir de 2005, Eramet obtient la concession du train Transgabonais pour 30 ans et en profite pour faire monter en 3 ans la capacité de production de la Comilog à 3,5 millions de tonnes. Le groupe lance aussi la construction d'un centre de distribution d'aciers à outils à Wuxi, en Chine..

#### Falconbridge fusionne ses activités avec Noranda

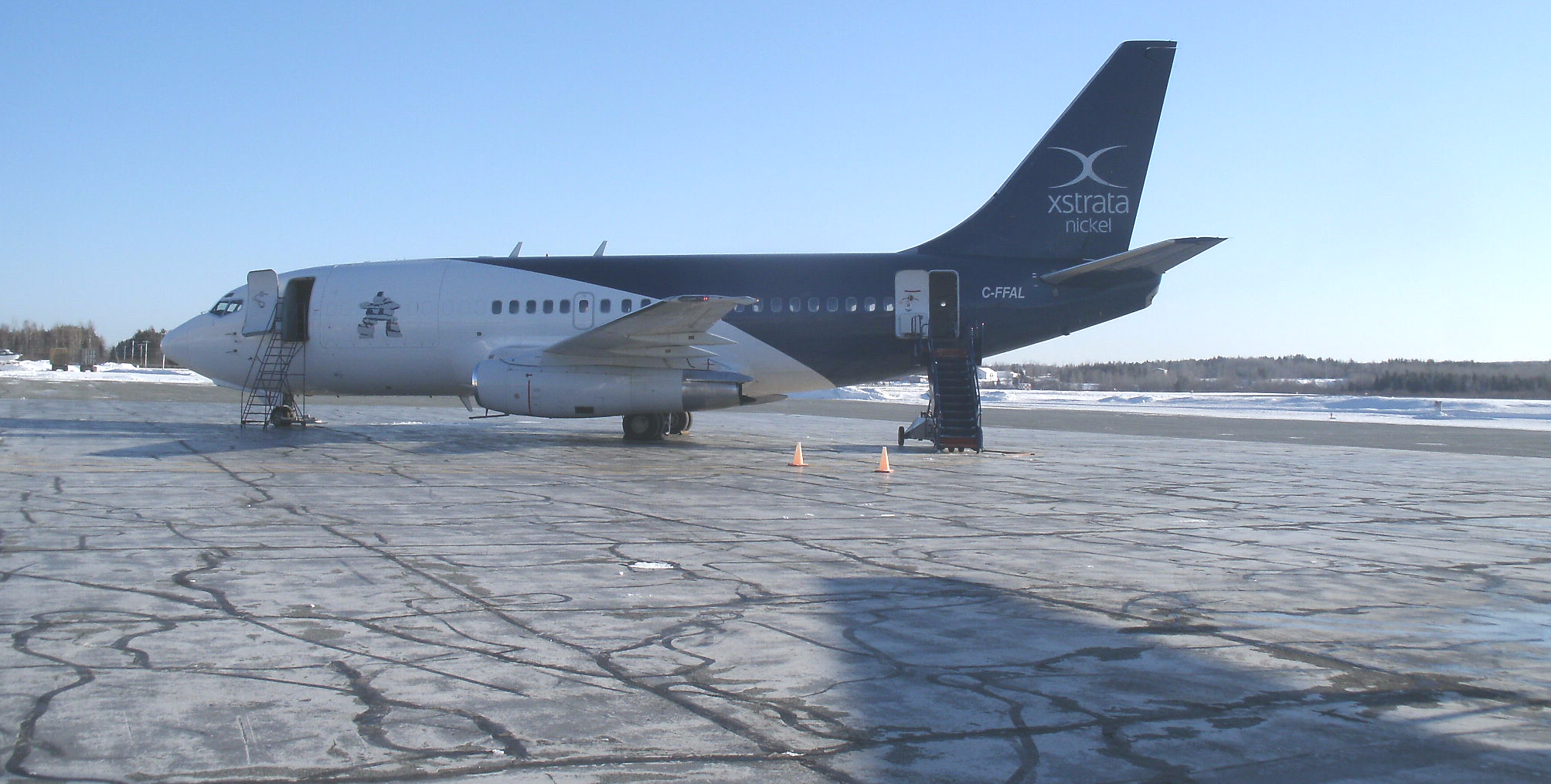
Avion d'Xstrata à l'aéroport de Rouyn-Noranda (Québec).

En juin 2005 au Canada, Falconbridge fusionne ses activités avec Noranda (déjà propriétaire à 58,9 %), tout en continuant ses activités sous le nom de Falconbridge. Le 11 octobre 2005, pour la somme de 13 milliards de CAD, elle accepte l'offre d'achat d'Inco, un compétiteur direct. Si l'offre est approuvée par les autorités, cette entreprise sera le plus grand producteur de nickel au monde.

#### La bataille pour le rachat de Falconbridge
En décembre 2005, le groupe français Eramet fait pression pour que l'exploitation du site de Koniambo lui soit confié. Le 26 juin 2006, Inco propose de fusionner avec Phelps Dodge pour acheter Falconbridge dans le cadre d'une transaction estimée à 40 milliards USD. L'entité ainsi créée, nommée Phelps Dodge Inco, devrait être le plus important producteur mondial de nickel et le deuxième producteur mondial de cuivre. Sa valeur boursière est estimée à 56 milliards USD. Cette fusion permet aussi de repousser une OPA hostile de la part de Xstrata sur Falconbridge.
Le 16 juillet 2006, pour contrer Xstrata, Inco et Phelps Dodge bonifient leur offre sur Falconbridge. Finalement, en octobre 2006, c'est le brésilien Vale, qui a acquis le Canadien Inco pour 17 milliards de dollars, ce qui lui permet de devenir un important producteur de nickel, le deuxième au monde, mais aussi de platine.

#### La Sibérie pèse 20% de l'offre mondiale
Pendant ce temps-là, en Sibérie, Norilsk Nickel a fourni en 2006 244 000 tonnes de nickel, et la conjoncture s'améliore l'année suivante : le gigantesque combinat produit en 2007, plus de 300 000 tonnes de nickel, 404 000  à   409 000 tonnes de cuivre, 3 000  à   3 050 millions d'onces de palladium (93  à   95 tonnes) et entre 700 000  à   710 000 onces (près de 22 tonnes) de platine.
Norilsk Nickel assure plus de 20 % de la production mondiale de nickel, plus de 10 % de celle de cobalt et 3 % de celle de cuivre. L'entreprise pèse 96 % du nickel, 55 % du cuivre et 95 % du cobalt en Russie.
À partir de 2008, l'amélioration des Relations entre Cuba et la Russie est en partie liée au potentiel minier de la grande île caraïbe et à ses réserves de nickel, face à un partenaire qui connait bien le marché et les technologies. En novembre 2008, le président russe Dmitri Medvedev s'est rendu à Cuba pour renforcer les liens économiques et permettre aux entreprises russes de forer le pétrole offshore situé dans les eaux cubaines, tout en aidant les entreprises minières russes à se donner les moyens d'exploiter les mines de nickel à Cuba.

### Années 2010

#### Fusions dans l'industrie
En août 2011, la multinationale suisse active dans l'extraction minière Xstrata annonce un investissement de 530 millions de dollars dans les installations d'extraction de nickel de la Mine Raglan au Québec. Le 2 mai 2013, Glencore International AG rachète Xstrata, pour devenir Glencore-Xstrata, la fusion donnant ainsi naissance à un géant mondial des matières premières.

#### Les grands producteur mondiaux
En 2013, la consommation mondiale de nickel était assurée pour moitié par la Chine, qui a eu de plus en plus recours aux Philippines, pour produire 25 % de l’offre mondiale et devenir le premier fournisseur de la Chine. Ce grand fournisseur a contribué à l'explosion de l'offre planétaire: entre 2009 et 2015, en seulement six ans, la production mondiale de minerai nickel est de 1,4  à   2,5 millions de tonnes par an, soit une progression de plus de 70 %.
En 2015, les Philippines ont produit environ 24 % du nickel consommé dans le monde, selon la banque Morgan Stanley. L’archipel philippin a annoncé la fermeture de nombreuses mines de nickel en 2016, au nombre de 23, en raison de leur impact sur les ressources naturelles, notamment hydriques. Cette fermeture a accentué l’attention sur les cours internationaux du minerai de nickel.
Les grands producteurs mondiaux de nickel en 2016 selon l'Institut d'études géologiques des États-Unis :
| [ 34 ]                      | 2016 |
| Philippines                 | 530  |
| Russie                      | 240  |
| Canada                      | 240  |
| Australie                   | 234  |
| France (Nouvelle-Calédonie) | 190  |
| Indonésie                   | 170  |
| Brésil                      | 110  |
| Chine                       | 102  |

### Années 2020
En Nouvelle-Calédonie, la situation des usines en 2024 se détériore face aux mauvais rendements, à une énergie coûteuse et à une forte concurrence étrangère qui ont fait plonger dans le rouge les trois usines de raffinage de l’archipel. Près de 25 % des emplois dépendent de la mine et de la métallurgie(Prony Resources, SLN, KNS sont toutes déjà très endettées).
La Nouvelle-Calédonie détient près de 30% des ressources mondiale de nickel mais son exploitation connaît une grave crise malgré un boom de la demande mondiale, lié à la fabrication de batteries pour les voitures électriques. Le prix du minerai a dévissé de plus de 45% en 2023. La Nouvelle Calédonie n'est que le troisième producteur mondial, l'Indonésie en produit près de neuf fois plus.
| Principaux producteurs de Nickel | 2023 |
| Indonésie                        | 1800 |
| Philippines                      | 400  |
| France (Nouvelle-Calédonie)      | 230  |
| Russie                           | 200  |
| Canada                           | 180  |
| Australie                        | 160  |
| Chine                            | 110  |
| Brésil                           | 90   |